# Hyundai Motor Manufacturing Czech
Koordinaten: 49° 39′ 28,51″ N, 18° 27′ 13,56″ O
Die Hyundai Motor Manufacturing Czech s.r.o. ist ein Automobilhersteller und Getriebebauer mit Unternehmenssitz im tschechischen Nošovice.

## Standortsuche in Europa
Die Errichtung des neuen Werkes wurde im Jahre 2002 bekanntgegeben, als die Hyundai Motor Company sich als Sponsor der Olympischen Sommerspiele 2004 in Athen verpflichtete und bekanntgab, in Europa ein Werk zur Fahrzeugproduktion errichten zu wollen, deren Produkte speziell für die europäischen Märkte gedacht seien. So sollte dort zunächst die Kleinserien-Montage des Hyundai Grandeur stattfinden, die während der Ankündigung den Mitgliedern des Olympischen Komitees versprochen worden waren. Doch verschob sich der Termin immer weiter, da Hyundai sich auf keinen bestimmten Bauplatz einigen konnte. Letztlich blieb es dann bei den Grandeurs nur bei Importfahrzeugen.
So zog sich die Uneinigkeit über die Jahre weiter hin, bis man im Sommer 2005 neue Zielpunkte erstelle. Darunter sollte sich die zukünftige Produktionsstätte in einer zentralen Lage des Kontinents Europa befinden. Des Weiteren sollte sich das Werk in der unmittelbaren Nähe des slowakischen Werkes der Kia Motors Slovakia bei Žilina befinden,  da dieses für den Motorenbau zuständig sein wird. Die Getriebe allerdings wolle Hyundai im neuen Werk bauen. So erklärte Hyundai dieses zugleich zum offiziellen Schwester-Werk. Für das Design und die Entwicklung der Fahrzeuge nahm man die 2003 gegründete Rüsselsheimer Hyundai Motor Europe Technical Center GmbH in seine Verantwortung. Zwischen 65 und 70 Prozent der verwendeten Fahrzeugteile sollen aus der Produktion tschechischer Automobilzulieferer kommen. Dabei sollten 4.000 weitere Arbeitsplätze in der Automobilindustrie entstehen, die bis in das Jahr 2011 hinein auf 11.000 Stellen ansteigen würden.
Im Frühjahr 2006 fiel dann die endgültige Wahl auf ein 200 Hektar großes Gelände im tschechischen Nošovice, wobei die geringe Entfernung von 50 km zu dem Kia-Werk ausschlaggebend gewesen sein soll. Bis zu 300.000 Fahrzeuge sollten hier jährlich gebaut werden können. Für die Errichtung war eine Investition in der Höhe von 1 Milliarde Euro vorgesehen. Tatsächlich aber stiegen die Kosten bis zur Beendigung der Bauarbeiten auf rund 1,2 Milliarden Euro an.

## Geschichte
Die Gründung des Unternehmens erfolgte am 7. Juli 2006, obwohl die Bauarbeiten erst im April 2007 aufgenommen wurden. Bis zur Beendigung der Bauarbeiten im September 2008 vergingen 18 Monate. Zuvor mussten jedoch mehr als 1.100 Bäume an einen anderen Standort verlegt werden.
Die Arbeit im tschechischen Werk wurde schließlich im April 2008 mit der Vorproduktion des Hyundai i30 aufgenommen. Wobei anfangs CKD-Bausätze aus der Ulsan-Produktion herangezogen wurden, griff man nach und nach auf die Komponenten lokaler Herstellung zurück um die Produktionsprozesse besser miteinander abzustimmen. Anbei hatte man zur Auslastung der Produktionskapazität eine geringe Stückzahl des Hyundai Sonata und des neuen Hyundai Coupés gebaut. Die Serienproduktion des i30 begann schließlich am 3. November 2008. Eine Kombivariante, Hyundai i30 cw genannt, folgte im Februar. Er ersetzte das Coupé. Der Kia Venga folgte als drittes Produkt im September. Er beendete die Montage des Sonata.
Zum Monatsende des September 2010 kündigte Hyundai an, eine dritte Schicht einführen zu wollen, um die Produktion eines vierten Pkw-Modells zu ermöglichen. Dies wurde schon im Folgemonat in die Realität umgesetzt. So rollte nun der Hyundai ix20 als Schwestermodell zum Kia Venga vom Band. Die maximale Produktionskapazität stieg damit auf 300.000 Einheiten an. Auf Grund der Tatsache, dass im tschechischen Werk maximal nur vier Pkw-Modelle auf derselben Montagelinie endmontiert werden können, verlagerte Hyundai die Produktion des Vengas in das slowakische Kia-Werk, um die Produktion des Hyundai ix35 zu begünstigen. Im Januar 2012 begann die Produktion der zweiten Generation des Hyundai i30. Im Juni 2013 lief das einmillionste Fahrzeug vom Band, Mai 2019 das dreimillionste.
Im Jahre 2019 erfolgte ein weiterer Zukunftsschritt für das Werk. Erstmal produzierte Hyundai außerhalb Europas Elektrofahrzeuge, den Hyundai Kona EV.
Dieser wird seit März 2020 ebenfalls im Nosovice Werk gebaut, primär um die Nachfrage nach dem Fahrzeug auf dem europäischen Markt zu bedienen.

## Modellübersicht
Das Werk nutzt innerhalb der Fahrzeug-Identifikationsnummer den Welt-Herstellercode TMA und den Werkscode J. Der Werkscode ist ebenso unter allen anderen Hyundai-Welt-Herstellercodes Hyundais gültig.